# The Normal
The Normal è il soprannome da musicista sfruttato dal produttore discografico inglese Daniel Miller, all'epoca montatore e conosciuto per aver fondato l'etichetta discografica Mute Records.

## Carriera
Nel 1977, Miller si era lasciato con la sua fidanzata. Un suo amico gli consigliò, per superare quel brutto periodo, di leggere un libro, Crash (1973) di J.G. Ballard. Sentiva che quel romanzo lo aveva portato cinque minuti nel futuro; sarebbe stato una grande influenza nella musica che avrebbe prodotto come The Normal.
Miller era deluso dal fatto che fosse necessario imparare tre accordi per far parte di una band punk, così decise di acquistare un sintetizzatore, che reputava molto più facile ed intuitivo da suonare. E così, dopo aver acquistato un Korg 700s dal negozio di musica Macari a Londra, registrò a casa sua (usando un registratore a quattro tracce TEAC) e pubblicò, come The Normal,  T.V.O.D./Warm Leatherette, due canzoni di musica elettronica minimalista i cui testi erano ispirati a Crash. Voleva che il suono delle registrazioni fosse visivo, come se guidasse l'ascoltatore lungo un'autostrada tra grandi edifici e poi attraverso un tunnel..
Live at West Runton Pavilion, la seconda ed ultima opera di The Normal, realizzata con un altro collaboratore di Mute Records, Robert Rental, non venne ben accolta come il doppio singolo. Era un album unilaterale (il secondo lato era del vinile era infatti non inciso) composto da soli rumori elettronici improvvisati. La Marat Records lo pubblicò in Germania come Daniel Miller Robert Rental Live, con copertina in bianco e nero e numero di catalogo "Marat Rough 017".

## Influenza
Le due canzoni prodotte da The Normal sono state reinterpretate da numerosi artisti, quali Grace Jones, Sleep Chamber, Chicks on Speed/Hell, Giddle, Boyd Rice e Trent Reznor con Jeordie White e Peter Murphy.
Warm Leatherette è stata eseguita dal vivo dai Duran Duran nel novembre 2007, come parte di un medley di musica elettronica durante il loro tour del 2008, in supporto del loro album Red Carpet Massacre.

## Discografia
- The Normal - T.V.O.D./Warm Leatherette (Mute Records 1978)
- Robert Rental & The Normal - Live At West Runton Pavilion, 6-3-79 (Rough Trade 1980)